# Peter Michael Hornung
Peter Michael Hornung (født 29. maj 1950 i København) er en dansk kunsthistoriker og kunstkritiker.
Han er søn af maleren Preben Hornung og Jytte Thime, blev student fra Gammel Hellerup Gymnasium 1970 og er uddannet mag.art. i kunsthistorie fra Københavns Universitet 1981. I studietiden var han volontør ved Den Kongelige Kobberstiksamling og J.F. Willumsens Museum fra 1974 til 1977. I 1979 blev han kunstkritiker ved Berlingske Tidende. Siden 1988 har han været fast kunstkritiker på Politiken. Sideløbende har han skrevet eller bidraget til en række bøger. Han har været hovedredaktør for Fogtdals Kunstleksikon, Politikens Kunstleksikon og Ny Dansk Kunsthistorie.